# Reale Istituto di Belle Arti di Napoli
Template:Infobox scuola
Reale Istituto di Belle Arti di Napoli fu una storica istituzione accademica del Regno di Napoli e, successivamente, del Regno delle Due Sicilie, dedita all'insegnamento delle arti figurative e della pittura, attiva dal XVIII secolo fino all'unità d'Italia. L'istituto è oggi noto come Accademia di Belle Arti di Napoli.

## Storia
L'istituto fu fondato nel 1752 dal re Carlo di Borbone, nell'ambito delle riforme culturali e artistiche promosse per modernizzare il regno. L'accademia nacque come luogo di formazione per artisti, architetti e artigiani, sotto l'influenza del neoclassicismo e del razionalismo illuminista.
Nel corso dell'Ottocento l'Istituto fu al centro della vita artistica della città di Napoli, formando intere generazioni di pittori, scultori e incisori. Tra i suoi allievi e docenti si ricordano: Costanzo Angelini, Gabriele Smargiassi, Domenico Morelli, Filippo Palizzi, Pieter van Hanselaere, e Carlo de Falco.
Dopo l'unità d'Italia, l'Istituto venne riorganizzato e trasformato nell'attuale Accademia di Belle Arti di Napoli, mantenendo la sua sede storica e il suo ruolo formativo.

## Insegnamenti e influenza
Il Reale Istituto offriva corsi di:
- Disegno
- Pittura
- Scultura
- Architettura
- Incisione
- Prospettiva

L'approccio didattico univa rigore accademico e studio dei modelli classici. Il contesto artistico napoletano, vivace e cosmopolita, contribuì alla nascita di importanti scuole pittoriche.

## Sede
L'Istituto ebbe sede in diversi palazzi storici della città di Napoli. La sede attuale dell'Accademia, in via Santa Maria di Costantinopoli, risale alla riorganizzazione post-unitaria.

## Eredità
L’eredità del Reale Istituto sopravvive oggi nell’Accademia di Belle Arti di Napoli, una delle più importanti istituzioni italiane di formazione artistica, ancora attiva e frequentata da studenti italiani e stranieri.

## Personalità legate all'istituto
- Domenico Morelli
- Costanzo Angelini
- Carlo de Falco
- Gabriele Smargiassi
- Filippo Palizzi
- Francesco Saverio Altamura